# 爱森纳赫
爱森纳赫（德語：Eisenach，發音：[ˈaɪzənax] ⓘ）是德国图林根州瓦特堡县的城市，位于图林根林山北缘的赫瑟爾河谷，面积104.17平方千米，2023年12月31日人口为42,817人。
爱森纳赫为图林根州西部主要城市，毗邻昔日的东西德边界。瓦特堡城堡为当地重要景点，自1999年起被列为联合国教科文组织世界遗产。
12—13世纪，爱森纳赫曾是图林根的首府。1211年—1228年，聖麗莎在当地的路德维希王朝宫廷生活过。后来馬丁·路德来到爱森纳赫，并在此将《圣经》译为德语。1685年，约翰·塞巴斯蒂安·巴赫出生于此。近代早期，爱森纳赫成为恩斯特系韦廷家族的居所，曾吸引歌德等魏玛古典主义代表前来访问。1869年，德国社会民主党（SPD）前身之一的德意志社会民主工党（SDAP）在爱森纳赫成立。
汽车制造是爱森纳赫的重要产业。爱森纳赫汽车厂始建于1896年。東德时期，当地曾生产瓦特堡汽车。1990年，该厂被欧宝收购。

## 歷史
爱森纳赫的歷史最早可追溯至中世紀。現存的世界遺產城堡瓦特堡正是在此段期間興建，後來到1180年起，又興建了三個貿易市集。因為是來往法蘭克福至埃尔福特、萊比錫的樞紐，當時爱森纳赫相當興旺。
在1498年至1501年間，馬丁·路德曾在此修讀書院，以預備入讀埃爾福特大學。後來於1521年，隱居在瓦特堡，並於此翻譯新約聖經希臘語成德語。其間正處於德国农民战争時期，當地有零星戰鬥。此後在1528年，宗教改革於爱森纳赫實施。
1685年，巴洛克时期作曲家约翰·塞巴斯蒂安·巴赫出生于此。
在1809-1918年間，爱森纳赫是萨克森-魏玛-爱森纳赫公國一部分。
工業革命期間爱森纳赫已於十九世紀有工廠設立，並有鐵路連接埃尔福特、萊比錫、法蘭克福等地。1869年8月7日，奥古斯特·倍倍尔和威廉·李卜克内西在爱森纳赫建立左翼的德意志社会民主工党，其成员则被称为“爱森纳赫派”。1897年，首條電車系統正式啟用。在二十世紀上旬，BMW亦在爱森纳赫設廠生產摩托車。
二次大戰期間，爱森纳赫是軍用汽車的生產基地。冷戰伊始，為東德的領土，而BMW當地車廠亦被東德政府沒收。到德國統一，該車廠被歐寶接管。
1998年—2021年6月30日，爱森纳赫为非县辖城市，之后并入瓦特堡县。

## 经济
汽车制造是爱森纳赫的重要产业。在東德時代，有家國營車廠EMW在爱森纳赫作總部。到兩德統一後，EMW停產，並由西德的歐寶接管。其後歐寶於1992年興建了另一家新廠於當地。

## 友好城市
爱森纳赫与以下城市结为友好城市：
- 德国 马尔堡（1988）
- 法國 色当（1991）
- 美国 韦弗利（1992）
- 丹麦 斯坎讷堡（1993）
- 白俄羅斯 莫吉廖夫（1996）
- 匈牙利 沙羅什保陶克（2008）